# Zoé de Rome
Pour les articles homonymes, voir Sainte Zoé.
Sainte Zoé est une martyre romaine, victime des persécutions de Dioclétien à la fin du IIIe siècle. Selon son hagiographie, convertie au christianisme par saint Sébastien, elle fut pendue par les cheveux à un arbre au-dessus d'un bûcher. Elle est fêtée le 5 juillet en Occident et le 18 décembre en Orient.

## Hagiographie
D'après les Actes de saint Sébastien et La Légende dorée de Jacques de Voragine, Zoé était la femme de Nicostrate, chef de la Cour Impériale, qui a vécu à Rome dans la seconde moitié du IIIe siècle. Devenue muette aucun remède ne semblait pouvoir la guérir. Six ans plus tard, alors qu'elle accompagnait son mari en prison dans laquelle l'empereur avait fait emprisonner les chrétiens Marc et Marcellin, Zoé vit le chrétien tribun saint Sébastien qui incitait les deux prisonniers à ne pas renoncer à leur foi.
Soudain, une lumière divine illumina la tête du saint, irradiant toute la prison ; Zoé se mit à genoux en face de Sébastien, qui, après avoir demandé l'aide de Dieu, lui rendit alors la parole en faisant le signe de croix sur ses lèvres.
Zoé et son mari se convertirent avec les quelque 70 autres païens témoins du miracle puis furent baptisés par le prêtre Polycarpe.  Plus tard, alors qu'elle priait sur la tombe de saint Pierre elle fut arrêtée par les gardes prétoriens, ligotée et emprisonnée. La sainte fut martyrisée, suspendue par les cheveux à un arbre et asphyxiée par la fumée d'un feu allumé sous elle. Cela se serait passé le 5 juillet 286.
Le corps de la sainte est conservé à la basilique Sainte-Praxède de Rome.